# غيل غايلز
غيل غايلز (بالإنجليزية: Gail Giles)‏ (24 سبتمبر 1955، غالفستون في الولايات المتحدة)؛ كاتِبة مُتخصِّصة في أدب الأطفال، مُدرسة وروائية أمريكية.